# NGC 6292
NGC 6292 est une vaste galaxie spirale barrée située dans la constellation du Dragon. Sa vitesse par rapport au fond diffus cosmologique est de 3 391 ± 4 km/s, ce qui correspond à une distance de Hubble de 50,0 ± 3,5 Mpc (∼163 millions d'al). NGC 6292 a été découverte par l'astronome américain Lewis Swift en 1885.
La classe de luminosité de NGC 6292 est II-III et elle présente une large raie HI.
À ce jour, trois mesures non basées sur le décalage vers le rouge (redshift) donnent une distance de 60,433 ± 5,139 Mpc (∼197 millions d'al), ce qui est légèrement à l'extérieur des valeurs de la distance de Hubble.